# Karine Boivin Roy
Karine Boivin Roy, née en 1971 à Chicoutimi, est une avocate et femme politique québécoise, élue députée de Anjou–Louis-Riel à l'Assemblée nationale du Québec sous la bannière de la Coalition avenir Québec lors des élections générales du 3 octobre 2022.
De 2013 à 2021, elle est conseillère municipale de Louis-Riel dans l'arrondissement Mercier-Hochelaga-Maisonneuve pour Ensemble Montréal.

## Biographie

### Études
Né à Chicoutimi en 1971, Karine Boivin Roy obtient son diplôme d'études collégiales en concentration économie au Collège régional Champlain en 1990. En 1995, elle complète un certificat en gérontologie à l'Université de Montréal suivi d'un baccalauréat en arts avec majeure en anthropologie à l'Université McGill en 1998.
Par la suite, elle se dirige vers le droit à l'Université Laval où elle obtient un baccalauréat en droit en 2003. Elle est admise au Barreau du Québec en 2004.

### Carrière professionnelle
Après avoir complété un stage en droit chez Mendelsohn en 2004, elle travaille comme avocate junior chez Miller Thomson Pouliot de 2005 à 2006, et comme conseillère juridique au sein du Groupe F. Farhat Inc. de 2006 à 2010. À partir de 2010, elle continue son travail d'avocate en cabinet privé.

### Politique municipale
En 2013, Chantal Rouleau, alors mairesse de l'arrondissement de Rivière-des-Prairies–Pointe-aux-Trembles à Montréal, l'invite à se lancer en politique municipale avec sa formation politique, Ensemble Montréal de Denis Coderre. Lors des élections municipales de 2013 à Montréal, elle est élue conseillère municipale de Louis-Riel dans l'arrondissement Mercier-Hochelaga-Maisonneuve. Après une réélection en 2017, elle tente sa chance pour devenir mairesse de l'arrondissement mais sans succès, battue par le candidat sortant de Projet Montréal, Pierre Lessard-Blais, qui obtient 51,24 % des votes.

### Politique provinciale
À la suite de sa défaite au niveau municipal, Karine Boivin Roy se tourne vers le niveau provinciale. Le 13 juin 2022, François Legault, chef de la Coalition avenir Québec et premier ministre  du Québec annonce qu'elle sera la candidate de son parti dans la circonscription d'Anjou–Louis-Riel aux prochaines élections. Lors des élections du 3 octobre suivant, elle remporte l'élection et devient députée à l'Assemblée nationale du Québec. Elle défait la candidate libérale dans cette circonscription détenue depuis 1998 par les libéraux, dont les derniers 20 ans par Lise Thériault qui ne s'est pas représentée lors de la dernière élection.